# 夜來祭
夜來祭（日语：よさこい祭り，又寫作YOSAKOI）是發起自日本高知縣高知市，在1954年開始舉辦的夏季祭典，現為已發展成盂蘭盆節期間在日本各地舉行。與德島縣的阿波舞、愛媛縣的新居濱太鼓祭，合稱為四國的三大祭典。
活動的內容是在每年的8月9日到8月12日期間裡，在高知市內的街道與各會場上聚集眾多身著鮮明風格服裝、手持可發出敲擊聲的器具「鳴子」的團隊來參與舞蹈表演競賽，並有舉行煙火大會。
目前日本其他地方也開始舉辦同樣的活動，例如在北海道札幌市舉辦的「YOSAKOI索朗祭」。

## 歷史
1945年二次大戰結束後，高知市當地處於經濟不振的情況。之後在1950年3月的南國高知産業大博覽會上，當時有編排一個名為「夜來舞」的表演，高知市的商工會議所為了振興當地的經濟，於1953年以該表演構想一個能讓市民一同參與的活動，並且想打造出一個不輸給鄰近德島縣在每年夏季舉辦的阿波舞內容。
第一屆的夜來祭在1954年8月舉辦，當時共有21個團隊、約750人參與，並且邀請作曲家武政英策替首屆活動創作名為《夜來祭鳴子舞》的歌曲。在1959年因歌星佩姬葉山演唱了《離開南國的土佐之後》這首歌，讓夜來祭在日本的知名度上升，使得該年第6屆活動人數上升至47個團隊、約2500人參加。
在1972年，開始出現把夜來祭裡的曲目融入森巴、搖滾之類曲風的情況，並讓參加團隊去穿著個性化的服裝，現今的夜來祭表現風格也從此刻逐漸形成。到了慶祝高知市成立第100週年的1989年裡，吸引了超過1萬5千人前來參加夜來祭，當年也有前往法國的馬賽進行海外演出。
夜來祭原先是在每年8月10日與11日裡舉辦，之後在1991年調整成多出8月9日當天為前夜祭，1995年另增加8月12日為後夜祭，形成現今舉行為期四天活動的模式。其中8月12日的後夜祭，在1999年改為讓高知縣以外團體參與的夜來祭全國大賽。
2019年年底因世界爆發嚴重特殊傳染性肺炎疫情後，夜來祭在2020年宣布首次的停辦。在連續停辦兩年後，2022年的夜來祭以縮小活動規模方式再次舉行。

### 傳至各地

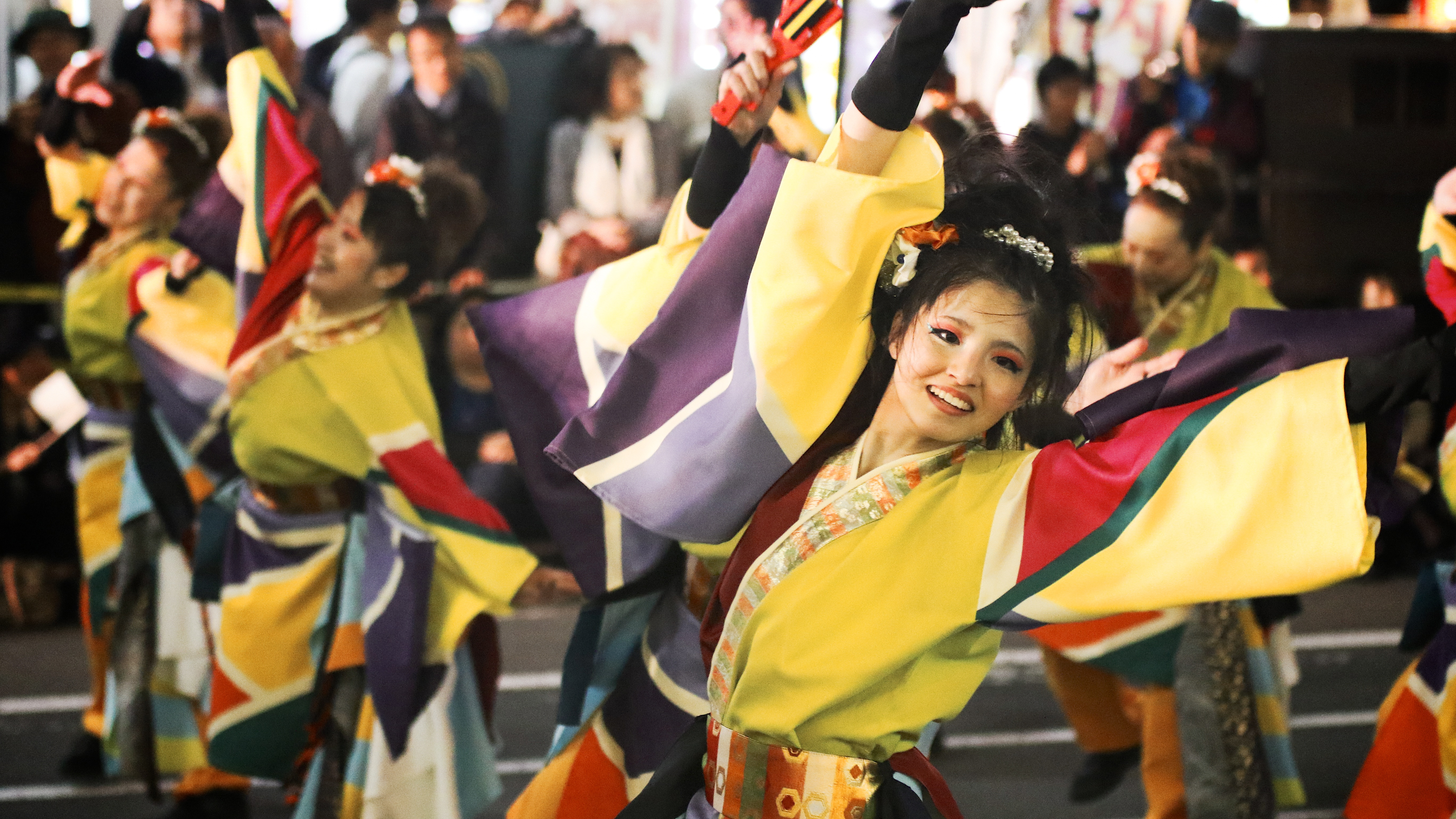
北海道的YOSAKOI索朗祭是仿照夜來祭模式的活動之一。

日本政治家長谷川岳過去在高知縣探望生重病的母親時，被夜來祭的活動內容給打動，當時長谷川岳正在位於北海道的大學就讀，他想要讓當地也能擁有相似的祭典。之後1991年3月，他與幾名學生成立了組織來籌辦活動，並在1992年舉行了第一屆的「YOSAKOI索朗祭」。
YOSAKOI索朗祭的出現後，日本各地陸續興起類似夜來祭模式的活動，例如佐世保市的「YOSAKOI佐世保祭」、
仙台市的「陸奧YOSAKOI祭」、或是坂戶市的「坂戶YOSAKOI」等等。
| 都市     | 名稱                  | 参加團體数 | 舞者總數 | 遊客數（萬人） | 舉辦日數 | 開始年 | 參考   |
| -------- | --------------------- | ---------- | -------- | -------------- | -------- | ------ | ------ |
| 札幌市   | YOSAKOI索朗祭         | 330隊      | 33,000   | 202            | 5日      | 1992年 | [ 14 ] |
| 仙台市   | みちのくYOSAKOIまつり | 250隊      | 8,500    | 70             | 2日      | 1998年 | [ 15 ] |
| 東京都   | スーパーよさこい      | 103隊      |          | 100            | 2日      | 2001年 | [ 16 ] |
| 名古屋市 | にっぽんど真ん中祭り  | 197隊      | 23,000   | 185            | 3日      | 1999年 | [ 17 ] |
| 高知市   | よさこい祭り          | 170隊      | 19,000   |                | 4日      | 1954年 | [ 18 ] |

2003年以降，北海道札幌以及三重縣安濃津的夜來祭也和台灣有交流活動，台灣團體前往參日本參賽，日本隊伍也前往參加臺灣燈會。

## 進行方式

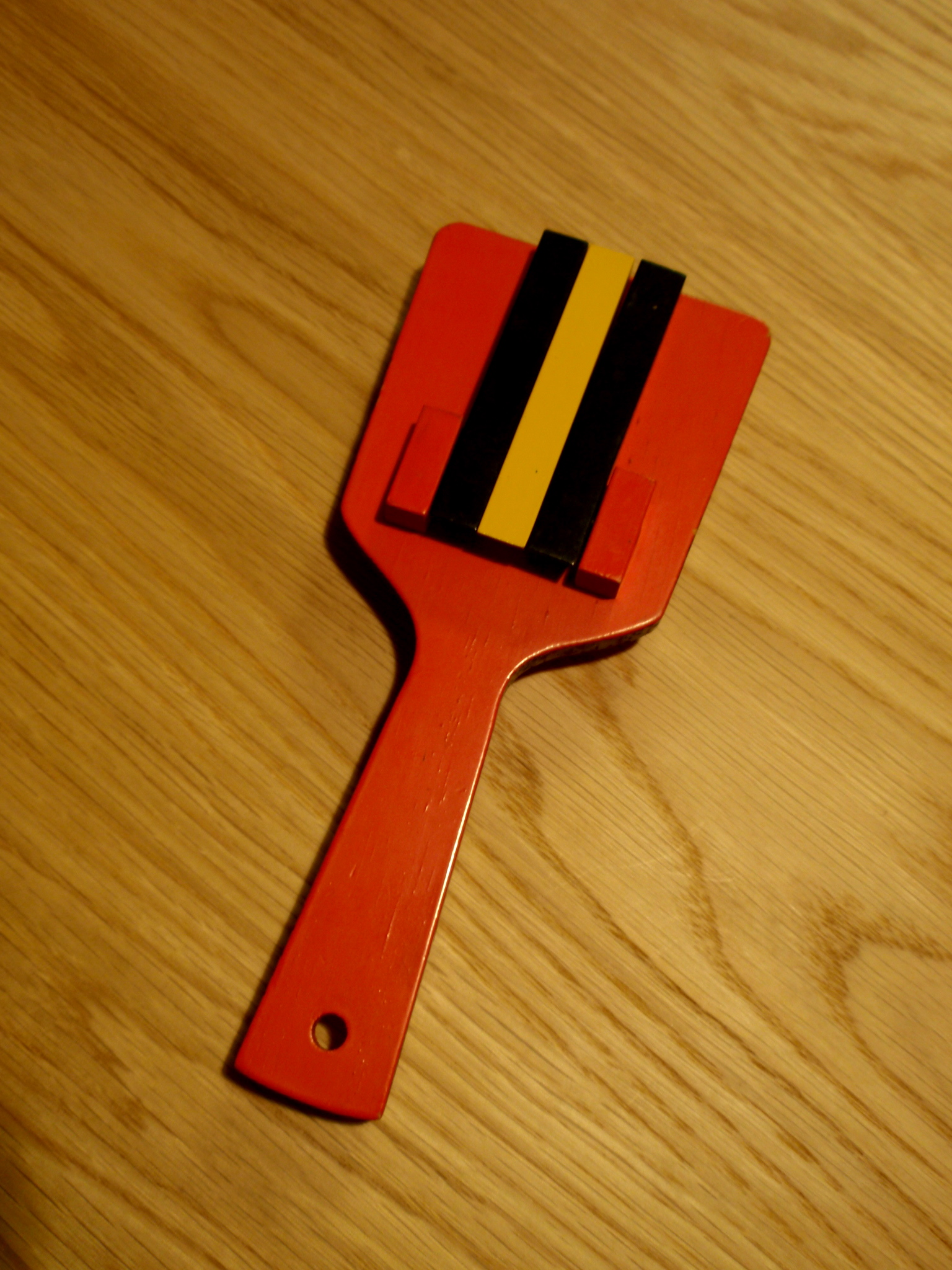
過去被日本農民藉由發出的敲打聲、來趕走鳥類的器具鳴子，是現今參加夜來祭的主要道具。

在街上表演時，地方車會在前頭放音樂帶領後方隊伍慢慢前進。各團隊可自由選擇適合搭配表演內容的樂曲，常使用約五分鐘的傳統音樂，但所選的樂曲裡必須混入武政英策替首屆活動創作的《夜來祭鳴子舞》旋律。後方隊伍則手持鳴子（一種響板）一邊伴隨著音樂跳舞，舞蹈的形式各隊自行安排沒有限制。服裝部份不限於傳統或現代風格，參加團體可自行構想、挑選出獨具一格的衣裳，其中團體的打扮造型也會列入在比賽記分的項目之一。

## 外部連結
- 高知市官方網頁的夜來祭介紹 （页面存档备份，存于）